# Score
Score es el quinto álbum en directo de la banda de metal progresivo Dream Theater. Fue editado en formato CD triple y DVD doble, y grabado el 1 de abril de 2006 en el Radio City Music Hall de Nueva York. Partes del álbum incluyen una orquesta sinfónica completa (The Octavarium Orchestra), conducida por Jamshied Sharifi. 
El álbum fue lanzado el 29 de agosto de 2006 a través de Rhino Entertainment. Una versión condensada del concierto fue transmitida por el canal VH1 Classic, el 25 de agosto de 2006, 4 días antes del lanzamiento del CD/DVD.
El nombre del álbum viene de la palabra score, que significa el número veinte. Fue escogido en celebración del 20 aniversario de Dream Theater. Score (también 'partitura', en inglés) también podría referirse a la partitura de un director musical, de las cuales se usan trozos para ilustrar la caja del disco.
En una entrada de blog (en inglés) del 15 de julio de 2006 el DJ de radio y VJ de televisión Eddie Trunk comentó: "También, pongan especial atención al agradecimiento de la banda hacia el público al final de la noche. La banda tuvo que pagar una multa 30.000 dólares de acuerdo al contrato con el RCMH, pues mientras decían adiós a la audiencia, se pasaron 3 minutos después del límite de las once de la noche. Esta estricta política es la misma razón por la cual cuando presenté a la banda esa noche tuve que hacerlo desde fuera de la tarima y no desde ella". Hasta ahora se desconoce quién es el responsable de pagar la multa - Dream Theater, Warner Music Group (antes WEA, Warner, Elektra, Atlantic, la antigua discográfica de la banda) o Rhino Records, una subsidiaria de WMG que está lanzando el DVD/CD bajo un contrato de lanzamiento único, pues la banda culminó su último contrato de grabación en el 2005 con Octavarium.

## Listado de canciones

### CD

#### Disco 1
1. "The Root Of All Evil" – (8:22)
2. "I Walk Beside You" – (4:11)
3. "Another Won" – (5:22)
4. "Afterlife" – (5:56)
5. "Under a Glass Moon" – (7:29)
6. "Innocence Faded" – (5:36)
7. "Raise The Knife" – (11:43)
8. "The Spirit Carries On" – (9:46)

#### Disco 2 (con Octavarium Orchestra)
1. "Six Degrees of Inner Turbulence" – (41:33)
2. "Vacant" – (3:01)
3. "The Answer Lies Within" – (5:36)
4. "Sacrificed Sons" – (10:38)

#### Disco 3 (con Octavarium Orchestra)
1. "Octavarium" – (27:16)
2. "Metropolis" – (10:39)

### DVD
Las primeras 8 pistas fueron interpretadas por la banda solamente. Las pistas 9 a la 14 son acompañadas por The Octavarium Orchestra.

#### Disco 1
1. "The Root Of All Evil" – (9:32)
2. "I Walk Beside You" – (4:10)
3. "Another Won" – (5:40)
4. "Afterlife" – (7:28)
5. "Under A Glass Moon" – (7:27)
6. "Innocence Faded" – (6:16)
7. "Raise The Knife" – (11:51)
8. "The Spirit Carries On" – (9:37)
9. "Six Degrees Of Inner Turbulence" – (41:26)
10. "Vacant" – (3:03)
11. "The Answer Lies Within" – (5:36)
12. "Sacrificed Sons" – (10:36)
13. "Octavarium" – (27:29)
14. "Metropolis" – (11:16)
15. Créditos – (2:53)

#### Disco 2
- "The Score So Far...", documental del 20.º aniversario – (56:25)
- Animación de Octavarium – (3:06)
- "Another Day" (en directo en Tokio – 26 de agosto de 1993) – (4:47)
- "The Great Debate" (en directo en Bucarest – 4 de julio de 2002) – (13:37)
- "Honor Thy Father" (en directo en Chicago – 12 de agosto de 2005) – (9:47)

## Intérpretes
- James LaBrie – Voz, Percusión
- John Myung – Bajo
- John Petrucci – Guitarras, Coros
- Mike Portnoy – Batería, Coros
- Jordan Rudess – Teclados, Continuum  y Lap Steel Guitar (ver)

## Trivia
- El primer y el segundo setlist del concierto contienen 8 y 5 canciones respectivamente, lo cual encaja con el uso recurrente de esos dos números en el penúltimo álbum en estudio de la banda, Octavarium.
- El segundo set tiene otra coincidencia de 8 y 5, "Six Degrees Of Inner Turbulence" tiene 8 partes, y luego 5 temas más son interpretados con la orquesta, haciendo un total de 13.
- En la carátula, hay un octógono (polígono de 8 lados) y la palabra SCORE tiene 5 letras; otra coincidencia entre 5 y 8.
- 5 de las 8 canciones del último álbum en estudio de la banda, Octavarium, están en el setlist del concierto. Esto encaja con el alto número de referencias de 5 y 8 hechas en el mismo álbum.

Estos números, por supuesto, podrían ser sólo coincidencias.
- Se pueden observar varios números en la batería de Mike Portnoy en el DVD. Estos se refieren a un misterioso sistema de números de la serie de TV Lost.
- Mientras tocaban "Under a Glass Moon", la guitarra de John Petrucci se desconectó misteriosamente hasta casi después del primer estribillo. Más tarde se descubrió que un cámara desenchufó la guitarra de Petrucci. En el DVD, puedes ver a Petrucci bajando el volumen de la guitarra y caminando hacia su pedalera. Mientras todo esto se resolvía, la cámara enfocó a los otros 4 integrantes del grupo. Por supuesto, antes de que se lanzaran el CD y el DVD, Petrucci grabó todas las partes de la guitarra de esa canción para que no alterara el lanzamiento.[1]